# Seti I.
Seti. Egipatski faraon XIX dinastije, vladao je od 1291. do 1278. pr. Kr. Kraljevskim imenom Seti Mery-en-ptah Men-maat-re.

## Životopis
Za vrijeme kratkotrajne, dvogodišnje vladavine Ramsesa I. njegov sin Seti I. držao je naslove vezira i zapovjednika vojske. Poslije smrti svog oca, Seti I. pokreće energičnu i agresivnu vladavinu s namjerom da povrati egipatsku dominaciju na Bliskom Istoku. Isto tako, inicirana je i gradnja velikih hramova i građevina što će ostaviti dubok trag u povijesti Egipta. Bio je to preporod kraljevstva i za vrijeme njegove 13-godišnje vladavine egipatska umjetnost i kultura postigli su zrelost i usavršenost s kojima se jedva nešto može mjeriti u kasnijim stoljećima! Seti se oženio još prije stupanja na prijestolje a njegova izabranica Tuya bila je kćer trupnog časnika i vozača njegove kočije Raia. Njihovo prvo dijete bio je dječak koji umire mlad, a drugo dijete je kćer, Tia. Treće dijete je opet dječak, koji dobiva djedovo ime i postat će poslije najmoćniji egipatski faraon, Ramzes II. Druga kćer, rođena dosta kasnije, dobiva ime Henutmire i postat će kasnije minorna kraljica svog starijeg brata. U prvoj godini svoje vladavine Seti I. vodi odmah vojni pohod na Siriju. Zapisi o vješto vođenoj kampanji postoje na zidovima velikog Amonova hrama u Karnaku. Sljedeći put svog velikog, davnijeg prethodnika Tuthmosisa III, Seti I. prodire u Siriju i Libanon. Pobjeđuje u seriji bitaka i osvaja velika područja, vraćajući ih pod egipatsku dominaciju. Po prvi put egipatska vojska dolazi u sukob s Hetitima. Jedna scena u Karnaku prikazuje osvajanje Kadeša, a tu će biti fokus znamenite bitke u kasnijim godinama pod njegovim sinom Ramzesom II. I u kasnijim godinama njegove vladavine obnavljani su pohodi na Siriju i Libanon kao i u smjeru zapadne pustinje (protiv Libyansa). Sve ovo je pomoglo da se restaurira slava ranije XVIII dinastije (faraoni Tuthmosis III. i Amenhotep III). Kraljevanje ovog moćnog faraona omogućilo je poduzimanje nekoliko velikih projekata, a kvalitet hramova i grobnica neće više biti dostignut u egipatskoj umjetnosti. U Karnaku su započeti veliki radovi u Amonovu hramu koji će biti kompletirani od strane njegova sina Ramsesa II.

## Gradnja hramova
U Abydosu, središtu antičkog kulta boga Ozirisa, Seti je izgradio bez dvojbe najznačajnije dekoriran hram između svih takvih u antičkom Egiptu. Sagradio je i lijep vlastiti posmrtni hram u Thebi, sad većinom uništen. Njegova zadnja građevina bila je vlastita grobnica u Dolini kraljeva. Otkrio ju je Giovanni Belzoni u listopadu 1817. i ona je najljepša od svih grobnica u dolini. Isto tako je i najdulja i najdublja. S vrhunskom izradom dekoracija po zidovim, u pokopnoj dvorani imala je veličanstven sarkofag od alabastera za kralja. Belzoni je zabilježio "da sarkofagu takve ljepote i izrade nema premca u povijesti". Setijeva mumija, možda najbolje očuvana od svih kraljevskih mumija, prikazuje plemenito lice. Nije pronađena u njegovoj grobnici vec je bila skrivena zajedno s ostalim kraljevskim mumijama u tajnoj pećini u Deir el-Bahriu. Te su mumije izašle na svjetlo dana poslije otkrića 1881. godine, dakle - nakon što su tu ležale 3000 godina!